# Coronel Fabriciano
Coronel Fabriciano este un oraș brazilian în Regiunea Metropolitană Vale do Aco, Minas Gerais, Brazilia. Populația sa era în 2021 de 110.709 de locuitori. Suprafața sa este de 221,252 km ².
Orașul se învecinează cu districtele municipale Ipatinga, Timóteo, Ferros, Joanésia, Antônio Dias și Mesquita.